# Methylobacterium radiotolerans
 (août 2024).
Si vous disposez d'ouvrages ou d'articles de référence ou si vous connaissez des sites web de qualité traitant du thème abordé ici, merci de compléter l'article en donnant les références utiles à sa vérifiabilité et en les liant à la section « Notes et références ».
Espèce
Synonymes
- Pseudomonas radiora Ito and Iizuka 1971

Methylobacterium radiotolerans est une bactérie Gram négatif aérobie en forme de bâtonnet. La couleur rose très caractéristique de ses colonies est due aux caroténoïdes qu’elle produit. Elle produit également de la bactériochlorophylle. Le genre Methylobacterium est divisé en deux groupes selon l’activité métabolique basse ou élevée des espèces. M. radiotolerans appartient au groupe à activité métabolique élevée.